# Langlade (Frankrijk)
Langlade is een gemeente in het Franse departement Gard (regio Occitanie). De plaats maakt deel uit van het arrondissement Nîmes. Langlade telde op 1 januari 2022 2.297 inwoners.

## Geografie
De oppervlakte van Langlade bedroeg op 1 januari 2022 9 vierkante kilometer; de bevolkingsdichtheid was toen 255,2 inwoners per km².

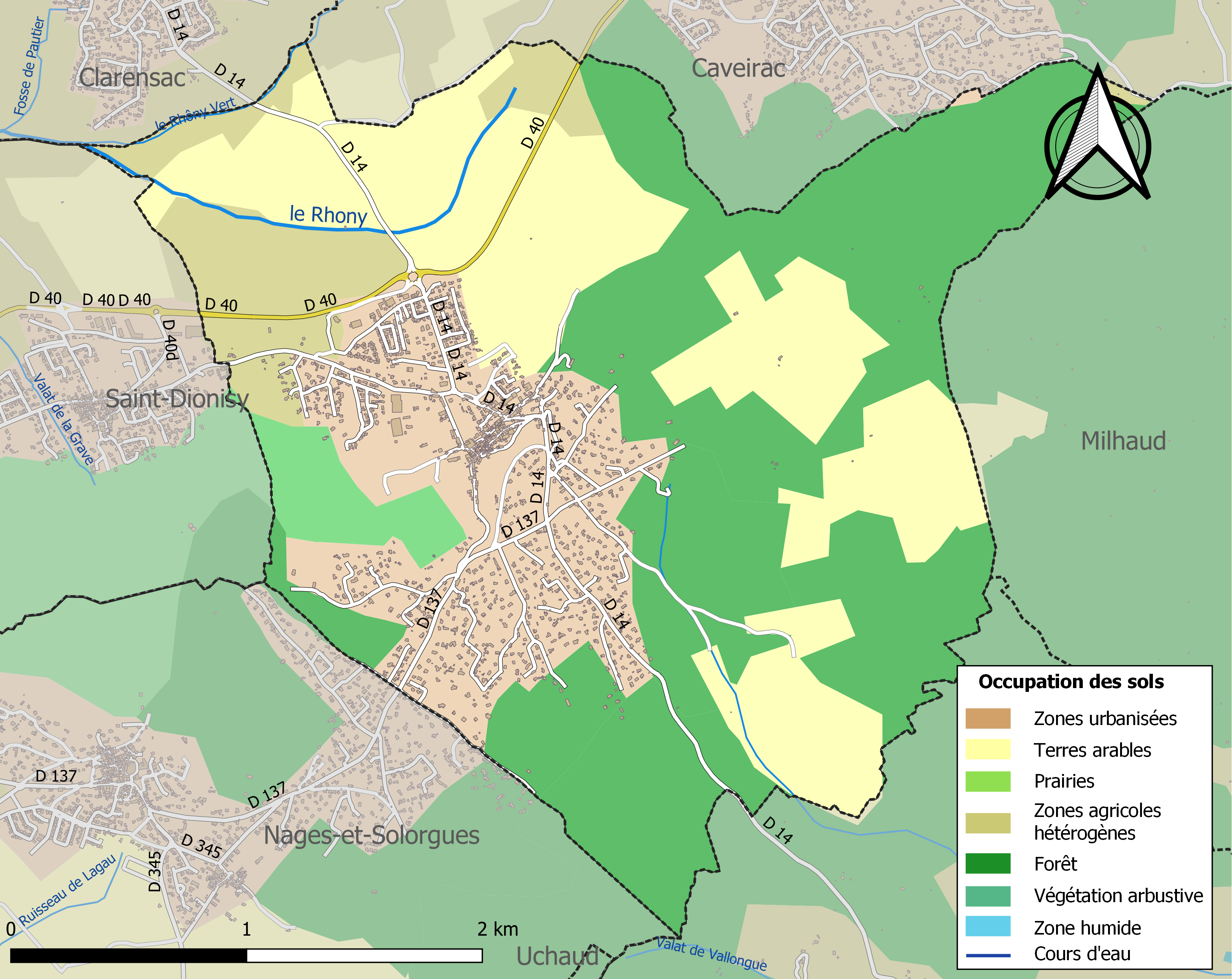
Kaart van de gemeente met belangrijkste infrastructuur, bodemgebruik en omliggende gemeenten

## Demografie
Onderstaande figuur toont het verloop van het inwonertal (bron: INSEE-tellingen).